# Mahō Shōjo Nante Mō Ii Desu Kara
Mahō Shōjo Nante Mō Ii Desu Kara (魔法少女なんてもういいですから lit. Tengo suficiente de ser una chica mágica?) es una serie de manga escrita por Sui Futami. Una adaptación a anime se emitió entre el 12 de enero y el 29 de marzo de 2016. Una segunda temporada se emitió entre el 5 de octubre y el 21 de diciembre de 2016. Ambas en formato TV Short y con una duración de 4 minutos por episodio. 

## Sinopsis
La historia se sitúa en un mundo donde las Mahō Shōjo ya no son necesarias, pero aun así chicas con aptitudes mágicas siguen existiendo en pequeño número. Yuzuka Hanami, la protagonista, conoce a una criatura mágica llamada Miton, y fue transformada en una Mahō Shōjo, y así empieza una vida "mágica" sin batallas u otras cosas típicas de las Mahō Shōjo.

## Personajes
Yuzuka Hanami (ゆずか Yuzuka)
Seiyū: Akane Fujita
Miton (ミトン)
Seiyū: Yūki Wakai
Chiya Sakagami (ちや Chiya)
Seiyū: Nichika Omori
Daiya (だいや)
Seiyū: Minami Tanaka
Mafuyu Shinoki (真冬 Mafuyu)
Seiyū: Miku Itō
Pochi (ポチ)
Seiyū: Asuka Nishi
Padre de Yuzuka (ゆずかの父)
Seiyū: Junichi Suwabe
Miyoko (みよこ)
Seiyū: Chiwa Saitō

## Medios de comunicación

### Manga
La serie es escrita e ilustrada por Sui Futami, comenzó su publicación en el sitio web Comic Earth Star de Earth Star Entertainment desde el 31 de marzo de 2015 y finalizó el 27 de junio de 2018 con un total 3 volúmenes que abarcaron 45 capítulos.
| Volúmenes de manga publicados | Volúmenes de manga publicados | Volúmenes de manga publicados |
| Número                        | Fecha de publicación          | ISBN                          |
| ----------------------------- | ----------------------------- | ----------------------------- |
| 1                             | 12 de enero de 2016           | ISBN 978-4-8030-0842-5        |
| 2                             | 26 de noviembre de 2016       | ISBN 978-4-8030-0959-0        |
| 3                             | 12 de julio de 2017           | ISBN 978-4-8030-1171-5        |

### Anime
Una adaptación a anime fue anunciada en la edición de noviembre de la revista Animage el 10 de octubre de 2015. El anime es dirigido por Kazuhiro Yoneda, con la animación del estudio Pine Jam. La serie es escrita por Kazuyuki Fudeyasu y Momoko Murakami, con el diseño de los personajes de Kzuaki Shimada, quien también sirve como el director de animación. Yukio Nagasaki es el director de sonido de la serie. La música es compuesta por Masato Nakayama y Elecments Garden, y producida por F.M.F. La serie se estrenó el 12 de enero de 2016 en Tokyo MX y Sun TV. Una segunda temporada fue anunciada en un evento el 7 de agosto de 2016, la cual se estrenó el 5 de octubre de 2016.

#### Lista de episodios

##### Primera temporada
| Núm. | Título | Fecha de publicación  |
| ---- | --- | --------------------- |
| 1    | "... ¿Puedes verme?" "...Anta, Boku ga Mieteru No Ka?" (...あんた、僕が見えてるのか？) | 12 de enero de 2016   |
| 2    | "Si, es un traje de baño. No es un error" "Hai, mizugi Desu. Machigai Nai Desu" (はい、水着です。間違いないです)                                                                                                  | 19 de enero de 2016   |
| 3    | "Hey, tú y yo somos amigos, ¿verdad?" "Nee, Yuzuka to Watashi wa Tomodachi Yo Ne?" (ねえ、ゆずかと私は友達よね？)                                                                                                 | 26 de enero de 2016   |
| 4    | "Las mahō shōjo tienen una edad de retiro" "Mahō Shōjo Ni Wa Teinen ga Atte Ne" (魔法少女には定年があってね) | 2 de febrero de 2016  |
| 5    | "No me gusta el hecho de que me transforme en un traje de baño" "Watashi wa Mizugi Ni Henshin Suru No Ga Iya Desu" (私は水着に変身するのが嫌です)                                                                 | 9 de febrero de 2016  |
| 6    | "¿Entrar en labor de parto es más difícil que las batallas de las mahō shōjo?" "Kaisha Tsutome To Wa Mahō Shōjo no Sentō Yori Mo Kakoku Na Rōdō Nano Kai?" (会社勤めとは魔法少女の戦闘よりも過酷な労働なのかい？) | 16 de febrero de 2016 |
| 7    | "Los agregaré a mi colección" "Watashi no Korekushon Ni Naru No Ni" (私のコレクションになるのに) | 23 de febrero de 2016 |
| 8    | "Otra... Mahō Shōjo..." "Mahō Shōjo no... Nakama..." (魔法少女の...仲間......) | 1 de marzo de 2016    |
| 9    | "No hay más necesidad de las Mahō Shōjo" "Mahō Shōjo no Hitsuyōsei wa Mō Nai" (魔法少女の必要性はもう無い) | 8 de marzo de 2016    |
| 10   | "Eres la mujer perfecta... ¡Ptoo!" "Kanpeki Chōjin Dayo Ne... Pe!" (完璧超人だよね......ペッ！) | 15 de marzo de 2016   |
| 11   | "Entonces, ¿por qué hay Mahō Shōjo?" "Jā, Nan no Tame no Mahō Shōjo Nano?" (じゃあ、何の為の魔法少女なの？) | 22 de marzo de 2016   |
| 12   | "Me convertiré en el mejor amigo de Yuzuka" "Boku wa, Yuzuka no Shinyū Ni Naru" (僕は、ゆずかの親友になる) | 29 de marzo de 2016   |

##### Segunda temporada
| Núm. | Título | Fecha de emisión        |
| ---- | --- | ----------------------- |
| 1    | "¿Hay beneficios por convertirse en una Mahō Shōjo?" "Mahō Shōjo ni Natte Meritto wa Atta no?" (魔法少女になってメリットはあったの？) | 5 de octubre de 2016    |
| 2    | "¿No es extraño el traje de baño?" "Mizugi tte hen Janaidesu ka?" (水着って変じゃないですか？) | 12 de octubre de 2016   |
| 3    | "Mahō Shōjo Chiya, ¡Chiya aparece!" "Mahō Shōjo Chiya, Tōjō Chiya ~tsu!" (魔法少女ちや、登場ちやっ！) | 19 de octubre de 2016   |
| 4    | "¿No amamos a Yuzuka?" "Issho ni Yuzuka o Medemasen ka?" (一緒にゆずかを愛でませんか？) | 26 de octubre de 2016   |
| 5    | "No le digas nada a la hermana mayor" "Onēsan ga Nandemo Oshieteageru ne" (お姉さんが何でも教えてあげるね) | 2 de noviembre de 2016  |
| 6    | "Porque, estoy buscando este tiempo..." "Datte, Kono Mama no Kakkō ja…" (だって、このままの格好じゃ…) | 9 de noviembre de 2016  |
| 7    | "No es demasiado visible, ¿verdad?" "Mie Sugina n Janai no?" (見え過ぎなんじゃないの？) | 16 de noviembre de 2016 |
| 8    | "¿Comprar mi historia?" "Boku no Hanashi kai?" (僕の話かい？) | 23 de noviembre de 2016 |
| 9    | "¡Yo trabajo! ¡¡Para la familia!!" "Watashi wa Hataraku! Kazoku no Tame ni!!" (私は働く!家族のために!!) | 30 de noviembre de 2016 |
| 10   | "Mar... ¿Qué?" "Umi…desu ka?" (海…ですか？) | 7 de diciembre de 2016  |
| 11   | "¡Elegidas! ¡Es hora de combinar nuestras fuerzas para salvar a la princesa ~!" "Erabareshimono yo! Ima Koso Chikara o Awasete Toraware no Purinsesu o Sukuu no ja ~!" (選ばれし者よ！ いまこそ力を合わせて囚われのプリンセスを救うのじゃ～！) | 14 de diciembre de 2016 |
| 12   | "Fue bueno convertirse en una Mahō Shōjo" "Mahō Shōjo ni Natte Yokatta Koto" (魔法少女になってよかった事) | 21 de diciembre de 2016 |